# 瑞芳產業園區
25°05′48″N 121°47′07″E / 25.096555°N 121.7851452°E
瑞芳工業區於1981年開發完成，開發總面積約38公頃，土地使用分區為非都市土地工業區丁種工業建築用地，位於新北市瑞芳區頂坪路116號。2002年4月1日瑞芳工業區服務中心與大武崙工業區服務中心合併為大武崙兼瑞芳工業區服務中心（位於基隆市安樂區武訓街59號）。